# Coelogyne sulcata
Coelogyne sulcata là một loài thực vật có hoa trong họ Lan. Loài này được Elis.George & J.-C.George mô tả khoa học đầu tiên năm 2008.